# Franco Marcelletti
Francesco Marcelletti, detto Franco (Caserta, 20 febbraio 1955), è un allenatore di pallacanestro italiano.
Ha vinto lo scudetto con la Phonola Caserta, primo ed unico campionato italiano di pallacanestro conquistato da una squadra meridionale.

## Carriera
Marcelletti, come coach, è stato protagonista della grande cavalcata della Juve Caserta, che prese in mano nel 1986, vincendo la Coppa Italia nel 1988 e portandola alla vittoria dello scudetto del 1991. Memorabile fu anche la Finale di Coppa delle Coppe disputata ad Atene contro il Real Madrid di Drazen Petrovic nel 1989. In seguito è stato alla guida tecnica anche della Scaligera Verona (1992-1996 e 1998-2000), dell'Olimpia Milano (1996-1998) e della Pallacanestro Reggiana (2000-2002).
Dopo una breve parentesi a Capo d'Orlando e a Scafati, nel 2004, dopo 12 anni ritorna a Caserta, con la quale sfiorò la promozione in serie A nel 2007. Nella stagione 2007-08 ritorna per la seconda volta a Reggio Emilia, dove raggiunge la semifinale play-off.
Il 9 agosto 2009 diventa allenatore della NSB Napoli.
L'8 novembre 2010 viene richiamato alla guida della Scaligera Basket Verona in Legadue. Con Ostuni nel 2011-12, per la prima volta in Legadue conquista la salvezza ed un'incredibile qualificazione ai play-off.
La carriera di Marcelletti è caratterizzata dal grande lavoro svolto con i giovani che ha lanciato in Serie A e molti poi approdati in Nazionale. Ad esempio con Ferdinando Gentile, Vincenzo Esposito, Sandro Dell'Agnello, Davide Bonora, Alessandro Frosini, Matteo Nobile, Giacomo Galanda, Gregor Fučka, Marco Mordente, Nicolò Melli.
Il 12 marzo 2011 è stato nominato dalla F.I.P Allenatore Benemerito. La sua carriera di allenatore di Serie A vanta 831 partite allenate nella massima serie. Dal 2016 al 2019 è stato Responsabile Tecnico del Settore Giovanile della Tezenis Verona ed ha allenato le squadre Under 16 e Under 18. Il 23 novembre 2020 il CONI gli ha conferito la Palma d’Oro al Merito Tecnico per l’anno 2019 in riconoscimento dei risultati ottenuti in qualità di tecnico sportivo.

## Palmarès
- Campionato italiano: 1

Caserta: 1990-91
- Coppa Italia: 1

Caserta: 1988
- Promozioni in Serie A1: 1

Scaligera Verona: 1992-93
- Miglior allenatore della Serie A: 1

Scaligera Verona: 1994
- Premio Reverberi 1991
- Trofeo Decio Scuri - Campania - 1985
- Campione d'Italia Allievi 1982 - Latte Matese Caserta

## Finali Disputate
- Finale Scudetto: 1

vs Tracer Milano 1986-87
- Finali Coppa Italia: 3

vs Dietor Bologna 1989;
vs Benetton Treviso 1994;
vs Stefanel Milano 1996.
- Finale di Coppa delle Coppe: 1

vs Real Madrid 1989.
- Finale Supercoppa Italiana: 1

vs Scaligera Verona 1996
- Finali Legadue: 2
- vs Basket Livorno 2001;
- vs Napoli 2022.